# 东区 (大邱广域市)

行政區劃圖

東區（：／ Dong gu */?）是大韓民國大邱廣域市的一個區，位於大邱市東北部，東北鄰慶尚北道，於1963年設立。面積182.30平方公里，2012年人口342,092人。下分20洞。

## 姐妹城市
- 大韓民國全羅北道群山市
- 中华人民共和国安徽省黃山市